# Lorenzo Lamas
Lorenzo Fernando Lamas-Craig (Santa Mónica, Califórnia, 20 de Janeiro de 1958) é um actor norte-americano de origem argentina (pai e mãe argentinos).
Sua estreia no cinema foi uma ponta em 100 Rifles (1969), de Tom Gries. Atuou em filmes como: Grease - Nos Tempos da Brilhantina (1978), Caçador de Kickboxer (1993), Irmãos até à Morte (1994), Circuito Diabólico (2002), Paraíso Perigoso (2003), Mal Profundo (2004), O Dragão Latino (2004), Letal - Missão Arriscada (2005) e O Diabo Veste de Saias (2007). Na televisão ficou conhecido como Lance Cumson, na série Falcon Crest, entre 1981 e 1990.
Seu papel de maior destaque foi de protagonista da série Renegade (1992-1997), onde interpretava um policial chamado Reno Raines acusado injustamente de homicídio, acaba por se tornar um caçador de recompensas chamado Vince Black que busca provar sua inocência e punir os verdadeiros culpados.
Em 1985 foi indicado ao Framboesa de Ouro de pior ator por sua atuação em Body Rock.
Em 2009, participou de um reality show denominado Leave It to Lamas (E!), que trata do cotidiano de sua família. Lorenzo é filho de Fernando Lamas e Arlene Dahl.